# Chrust (surowiec drzewny)
Chrust – małowymiarowy sortyment drewna wchodzący w skład drobnicy użytkowej (chrust użytkowy) i drobnicy opałowej (chrust opałowy). W każdym wypadku jest to niekorowane drewno okrągłe osiągające w grubszym końcu nie więcej niż 7 cm średnicy, a zazwyczaj poniżej 5 cm średnicy. W typologii leśnej chrust użytkowy powstaje z całych młodych drzewek i okrzesanych grubszych gałęzi, podczas gdy pozostałe gałęzie zwane są gałęziami użytkowymi. Wśród drobnicy o różnym przeznaczeniu (na płyty pilśniowe, do wyrobu papieru, tyczki, kołki, pręty, stroisz itp.) wyróżnia się typowy chrust: faszynowy, brzozowy (hutniczy – stosowany przy walcowaniu blach oraz miotlarski). Chrust opałowy (gruby i cienki) wyrabia się podobnie jak użytkowy z całych młodych drzewek, i wierzchołków starszych i odróżnia od gałęzi opałowych. Układa się go w stosy (kupy chrustu), w których długość tzw. zwartej części (bez zwisających końców) nie powinna przekraczać 3 m.